# Lago Il'men'
Il lago Il'men' (in russo И́льмень о́зеро?, Ílʾmenʾ ózero) è un lago di importanza storica, situato in Russia, un tempo parte vitale della via variago-greca, antica rotta commerciale tra Greci e Variaghi. Si trova nella regione dell'oblast' di Novgorod ed è suddiviso amministrativamente tra i rajon Novgorodskij, Šimskij, Starorusskij, Parfinskij e Kresteckij. Appartiene al bacino del Mar Baltico.
La sua superficie media è di 982 km² (circa due volte e mezzo il lago di Garda, in realtà può variare dai 733 ai 2.090 km², a seconda del livello di riempimento). Ha una lunghezza di 45 km e una larghezza di 35 km. La sua altezza sul livello del mare è di 18 m. Ha una profondità media di 3 m e una massima di 10 m. Le coste sono per lo più basse, paludose. Alla confluenza dei fiumi che formano delta, ci sono molte isole e canali alluvionali.
Il lago è alimentato da 52 affluenti, dei quali i principali sono Msta, Pola, Lovat', Šelon'. Le sue acque defluiscono, per mezzo dell'unico emissario, il Volchov, verso il Lago Ladoga e da qui, attraverso la Neva, verso il golfo di Finlandia. Il livello delle acque è tenuto sotto controllo grazie alla diga idroelettrica del Volchov, situata a valle del fiume.
La temperatura dell'acqua nel mese di luglio è di 19-20 °C. Il congelamento sul lago si osserva da fine novembre a metà aprile. A causa della bassa profondità del lago, il lago si riscalda rapidamente. A causa delle sponde basse, la zona acquatica del lago è soggetta all'azione del vento; il limo viene regolarmente sollevato dal fondo. Un aumento della torbidità in estate è facilitato dalla riproduzione del fitoplancton (soprattutto diatomee) che porta ad una diminuzione della trasparenza.
La stagione dei bagni è di circa 90 giorni. È inoltre praticata la pesca. Le linee di navigazione attive sono Novgorod-Staraja Russa e Novgorod–Šimsk.